# Монтакуто
Монтакуто (італ. Montacuto, п'єм. Montèigo) — муніципалітет в Італії, у регіоні П'ємонт,  провінція Алессандрія.
Монтакуто розташоване на відстані близько 420 км на північний захід від Рима, 120 км на схід від Турина, 45 км на південний схід від Алессандрії.
Населення — 292 особи (2014).
Щорічний фестиваль відбувається 9 серпня. Покровитель — San Fermo.

## Демографія
Населення за роками:

Станом на 1 січня 2023 року в муніципалітеті офіційно проживали 24 іноземці з 6 країн, серед них 17 громадян країн Євросоюзу та 5 громадян України.

## Сусідні муніципалітети
- Альбера-Лігуре
- Канталупо-Лігуре
- Дерніче
- Фаббрика-Куроне
- Грем'яско
- Сан-Себастіано-Куроне